# MO：Astray
『MO:Astray』（モー アストレイ）は、台湾のインディーゲームスタジオArchprayが開発しRayarkより2019年10月25日に発売されたアクションパズルゲーム。タイトルは「:」の後にスペースを入れた『MO: Astray』と表記することもある。
廃墟となった研究施設で生まれ出たスライムのような生物のMO（モー）が主人公で、怪物化した人間などを相手にしつつ道中で会得する様々な能力を駆使してパズル的な仕掛けを解きながら施設内部を進んでいく。物語の全容は、彼方からMOを導く声や、MOが怪物の頭に憑りつくことで得られる個体情報と思念、そして各チャプタークリア後に閲覧できる前日譚的なグラフィックノベルなどによる断片的な情報から読み解くことになる。

## システム
MOは地面を這いながら移動する。また、照準を指定するとその方向へジャンプし、壁や天井に当たると一定時間張り付くことができる。
ゲームの進行により、以下のような特殊アクションが追加されたり、特定の場面で特別な能力が発現したりする。
- 怪物の頭部分に憑りつき、個体情報や思念を覗くことができる。また、移動するタイプの怪物に憑依した場合は憑依状態のまま怪物を操作できる。
- 特定の場所にある青いレーザーに触れるとMOの分身体が出現し、双方を切り替えながら操作することになる。分身体は通常の移動やジャンプ、張り付き・憑りつき以外の特殊アクションは使用できない。また、双方が離れすぎると切り替え不可になる。
- ジャンプ中に一瞬空中に留まった後、照準を定めてもう一度ジャンプできるようになる。
- 飛距離が通常よりも長いダッシュジャンプができるようになる（2段ジャンプ時にも使用可能）。発動時の体当たりで一部のものを破壊したり押し出したりできるほか、怪物の頭に憑りついた状態で発動させると頭をもぎ取る。使用時には専用のゲージを消費し、時間経過とともに自然回復する。
- 特定の場所にある捕食植物に飲まれた後にMOの体が風船のように変化し、空中を浮遊しながら移動できるようになる。地形に張り付くか体内のガスを出し切るかすると元の姿に戻る。
- 特定の場所にあるロボットとMOが一体化し、ミサイルやレーザー弾で攻撃できるようになる。

2020年9月10日配信のMicrosoft Windows版アップデートにより「Speed Mode」と「デンジャラスモード」が新たに追加され、同日発売のNintendo Switch版にも収録されている。「Speed Mode」はストーリーの大部分が省略された状態でスタート地点からゴール地点に到達するまでのタイムを競うスピードランを行う。「デンジャラスモード」はステータスや障害物、謎解きが通常のものから変化している高難易度モードで、開発初期に想定していた難易度を可能な限り当時のまま提供している。

## 開発
本作は南台科技大学の学生チーム「SikaMantis」が大学2年生の時の卒業課題として開発したものがひな形になっており、『LIMBO』や『INSIDE』などのダークな世界観を持つアクションゲームを参考にしている。卒業課題作品は後述のように2016年の各種コンテストで賞を受賞したが、コンテストで審査員をしていたRayark共同創設者のヨウ・ミンヤンとトニー・リーが作品を気に入り、一緒にゲームを完成させようという話になった。その後、2017年12月9日に開催されたRayark主催のイベント「RayarkCon 2017」の中で本作の情報が『Project MO』の仮称で披露され、翌年の2018年12月15日開催の「Rayarkカーニバル - RayarkCon 2018」で正式タイトルが『MO:Astray』に決定したことが発表された。
本作のアイデアの源は白血球の一要素であるマクロファージで、開発中タイトルも『Macrophages』だった。マクロファージは死んだ細胞などを捕食する役割を持っているが、この際にもしも力を得て個体情報まで読み取ることができたらという考えがもとになっている。こうした経緯から、学生時代のバージョンではMOが怪物に寄生することでその怪物から能力を得るという設定だったが、開発スキルの不足や限られた時間の問題もあり実現には至らなかった。しかし、どうしてもこのアイデアを活かしたいと悩む中で、これに近い設定を文字で表現すれば製作コストの削減や世界観の補足ができると考え、憑りついた相手の記憶を覗くという設定になった。

## 受賞
以下の受賞はいずれも開発チームが南台科技大学に在籍していた時のもの。
- 2016巴哈姆特ACG創作大賽 最佳創意獎（最優秀クリエイティブ賞）、評審團特別獎（審査員特別賞） ※『Macrophages』名義[8]
- 2016青春設計節 互動科技與遊戲設計類（インタラクティブテクノロジーとゲームデザイン部門） 銀賞 ※『Macrophages』名義[9]
- 2016 4C數位創作競賽 遊戲類優選（ゲーム部門優秀賞） ※『細胞迷途』名義[10]
- 2016放視大賞 遊戲類行動遊戲創作組（ゲーム部門アクションゲーム制作グループ） 金賞 ※『細胞迷途』名義[11]